# WSOF Canadá: Ford vs. Powell
WSOF Canadá: Ford vs. Powell foi um evento de artes marciais mistas promovido pelo World Series of Fighting, ocorrido em 21 de fevereiro de 2014 no Edmonton Expo Centre em Edmonton, Alberta.

## Background
O evento é esperado para ter a disputa do cinturão canadense da categoria meio médio entre Ryan Ford e Joel Powell na luta principal. 

## Resultados
^ a: Pelo Cinturão Meio Médio Canadense Inaugural do WSOF.

^ b: Devido à golpes atrás da cabeça de Wheeler.

## Ligações Externas
1. ↑  a[›]
2. ↑  b[›]